# Colli Orientali del Friuli Cialla Ribolla Gialla
Le Colli Orientali del Friuli Cialla Ribolla Gialla est un vin blanc italien de la région Frioul-Vénétie Julienne doté d'une appellation DOC depuis le 20 juillet 1970. Seuls ont droit à la DOC les vins blancs récoltés à l'intérieur de l'aire de production définie par le décret. Les vignobles autorisés se situent au nord-est de la province d'Udine dans les communes de Tarcento, Nimis, Faedis, Povoletto, Attimis, Torreano, San Pietro al Natisone, Prepotto, Premariacco, Buttrio, Manzano, San Giovanni al Natisone et Corno di Rosazzo.
Cialla est une sous-zone définie par une petite vallée au sein de l’aire de production.

## Caractéristiques organoleptiques
- couleur: jaune paille plus ou moins intense avec des reflets verdâtre
- odeur: délicat, caractéristique, parfumé.
- saveur: sec, vineux, frais, harmonique,

Le Colli Orientali del Friuli Cialla Ribolla Gialla se déguste à une température comprise entre 8 et 10 °C. Il se gardera de 1 à 3 ans.

## Production
Province, saison, volume en hectolitres :
- Udine (1996/97) 98,77